# 878 Mildred
878 Mildred је астероид главног астероидног појаса чија средња удаљеност од Сунца износи 2,360 астрономских јединица (АЈ). 
Апсолутна магнитуда астероида је 15,0 а геометријски албедо 0,062.